# Old 97’s
Old 97’s sind eine amerikanische Rockband aus Dallas, Texas, die 1993 gegründet wurde. Stilistisch wird sie dem Alternative Country zugerechnet; ihre Musik beinhaltet allerdings ebenso Einflüsse aus britischer Rockmusik, Roots Rock und Punk. Die Gruppe hat bislang zwölf Studioalben veröffentlicht und besteht nach wie vor aus den vier Gründungsmitgliedern.

## Geschichte

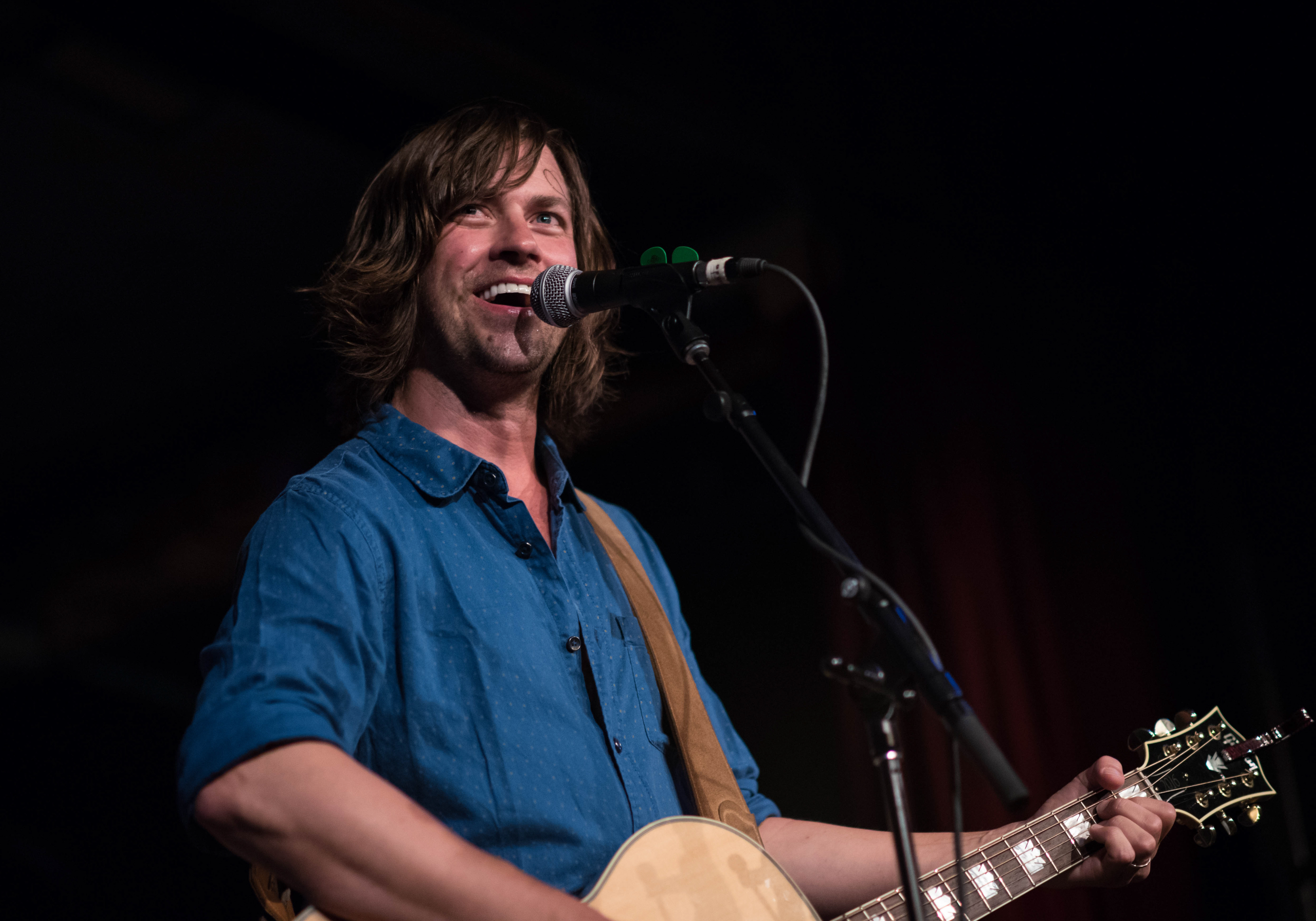
Rhett Miller (2016)

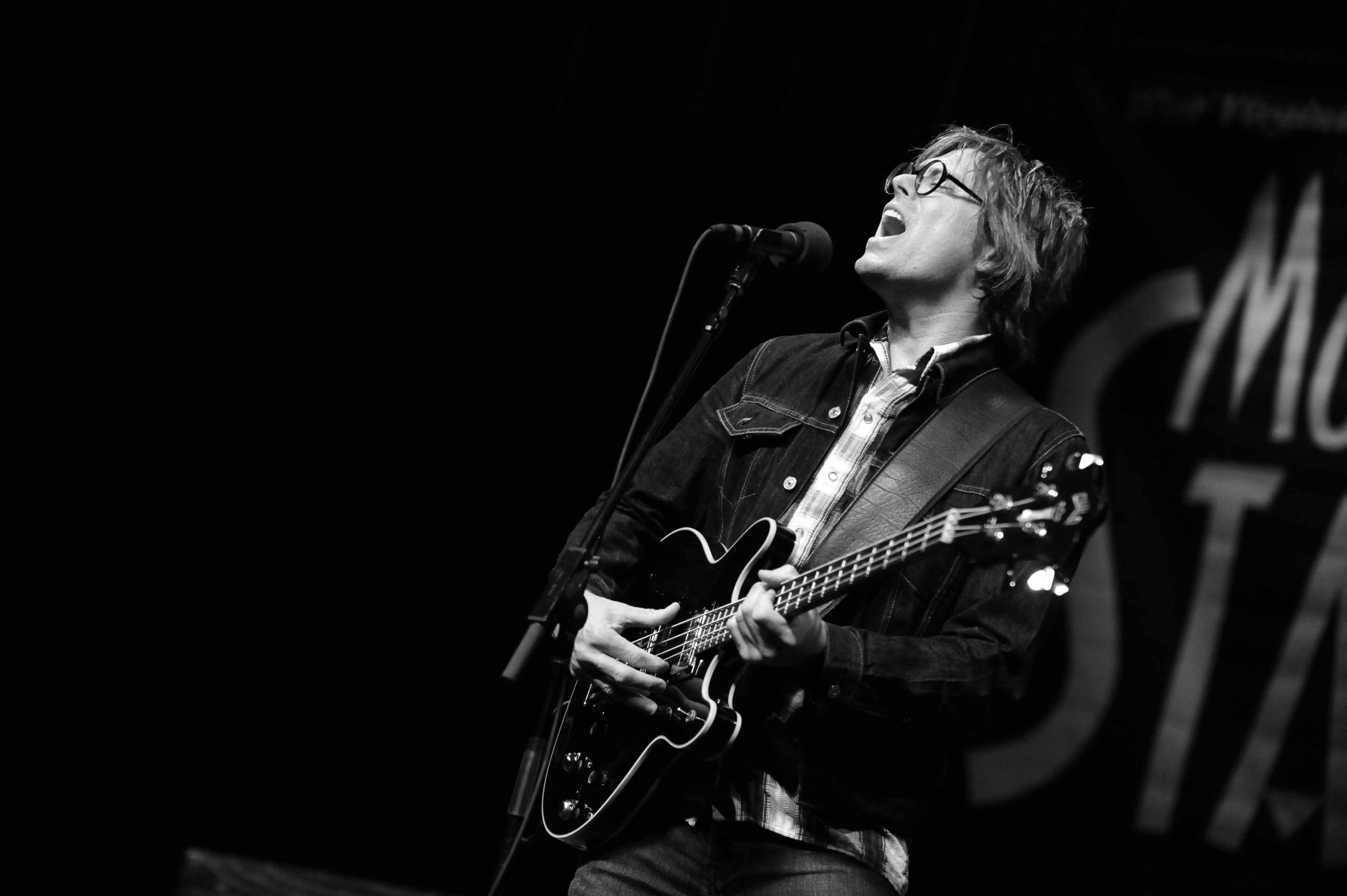
Murry Hammond (2010)

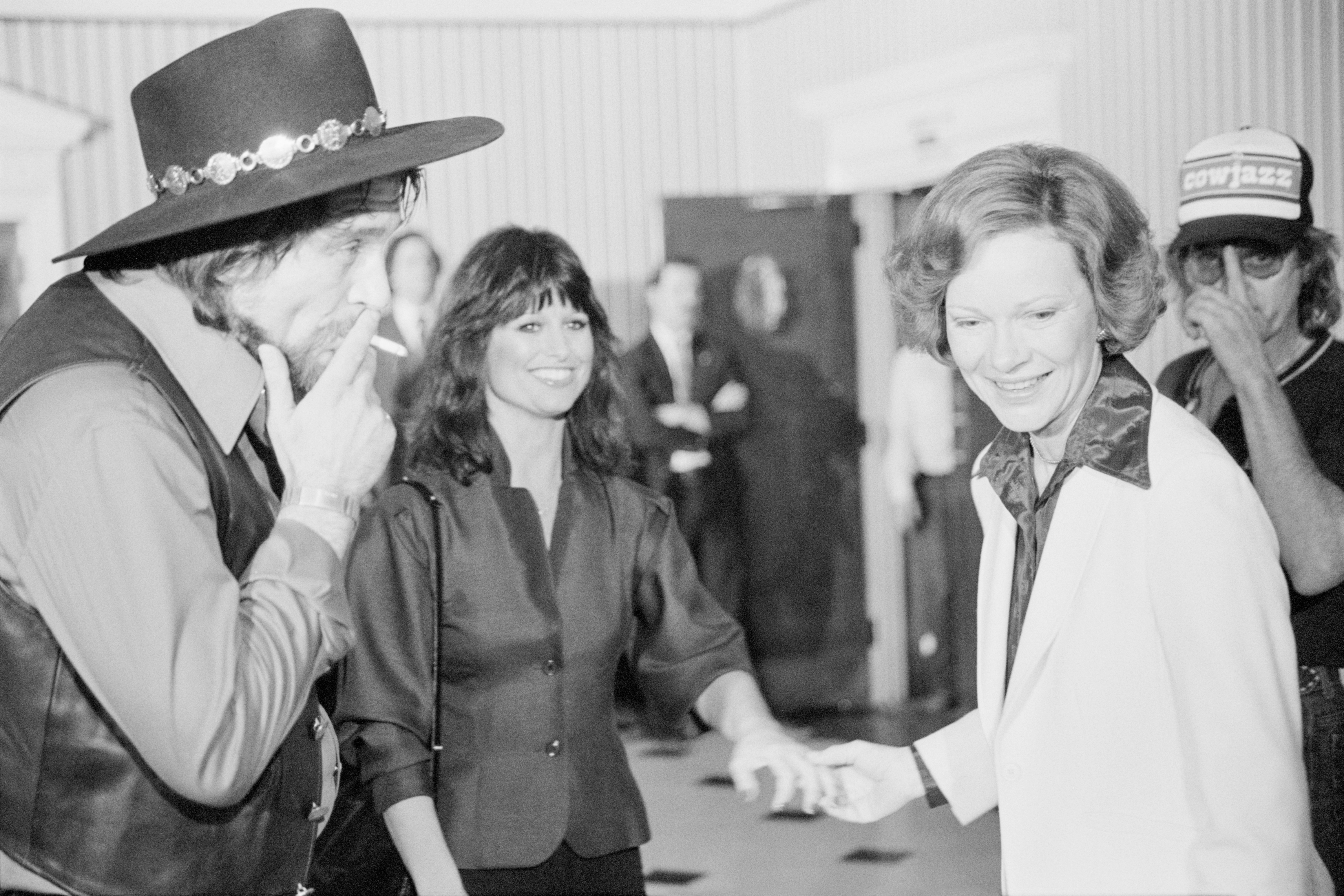
Waylon Jennings, Jessi Colter und Rosalynn Carter (1980)

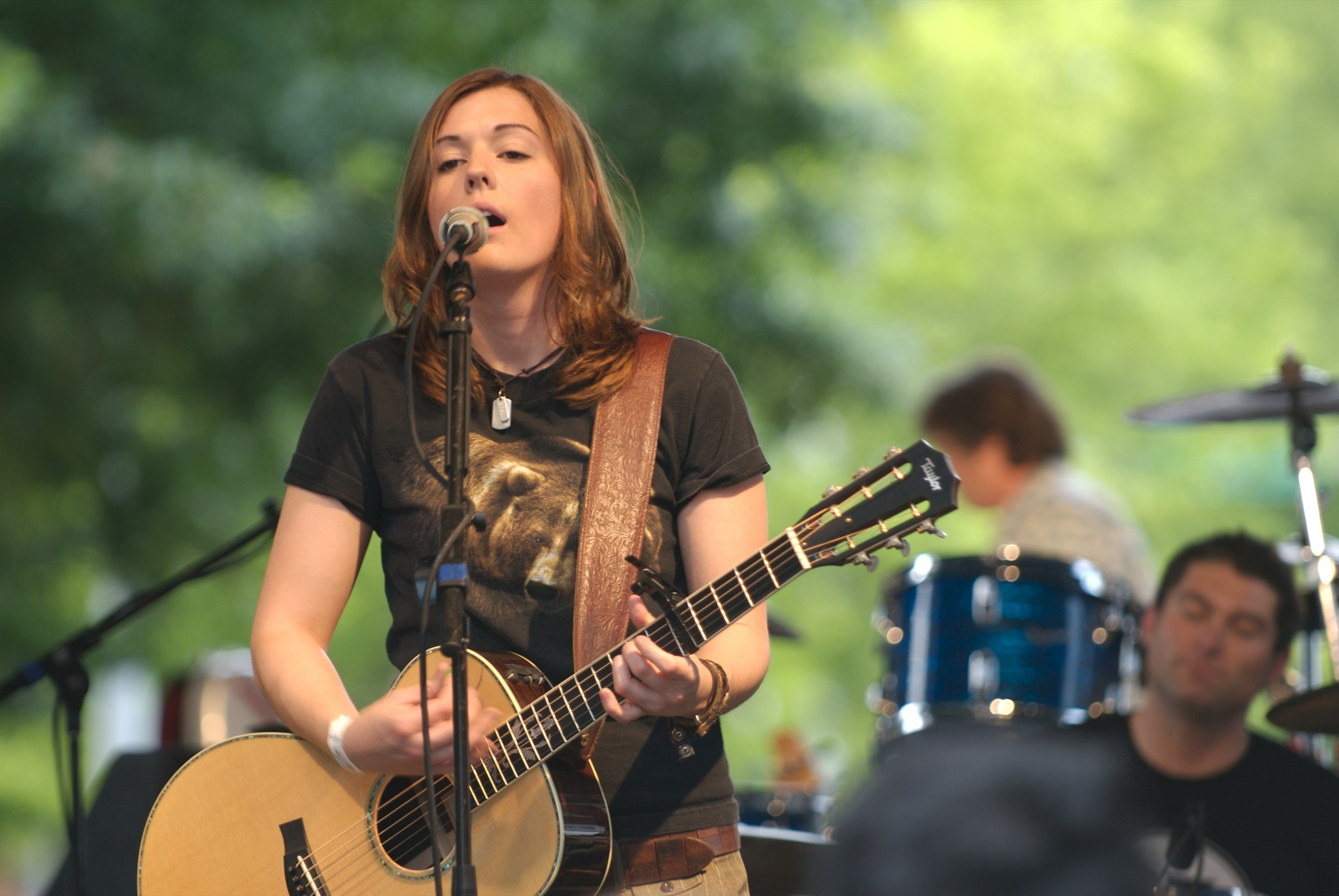
Brandi Carlile (2005)

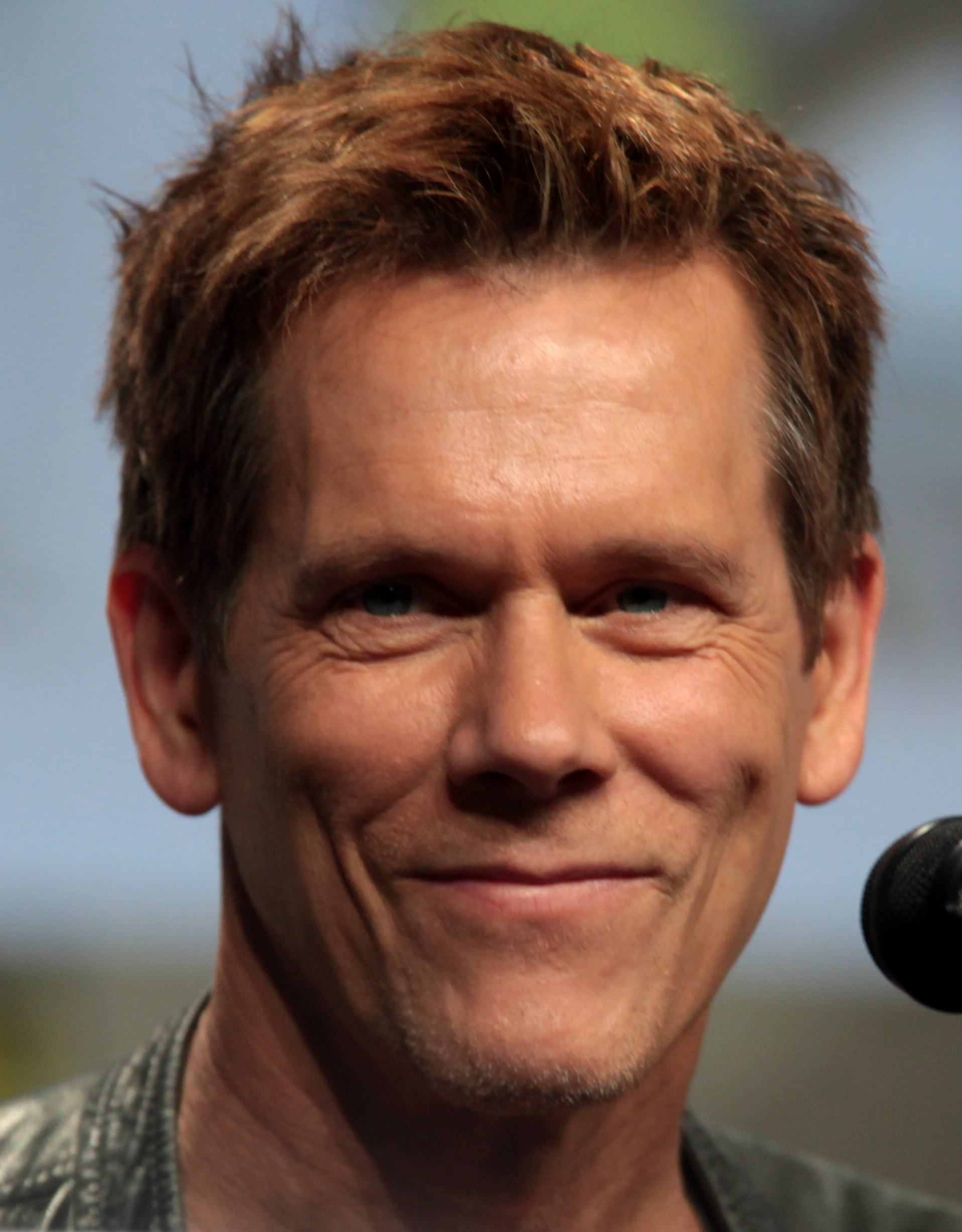
Kevin Bacon (2014)

Old 97’s gingen aus der stilistisch vielfältigen Musikszene der nordtexanischen Metropole Dallas hervor. Offiziell begründet wurde die Band 1993. Ihre vier Mitglieder – der Gitarrist und Sänger Rhett Miller, der Sänger und Bassist Murry Hammond, der Leadgitarrist Ken Bethea und der Schlagzeuger Philip Peeples – hatten zuvor bereits Erfahrungen als Solomusiker oder Mitglieder unterschiedlicher Bands gesammelt – Miller und Hammond etwa in lokalen Formationen wie Killbilly, Mindless Thrash, Red Devils, Rhett Miller’s Insanity Circus, Rhett Miller’s Third Eye sowie Rhett’s Exploding. Der sechs Jahre jüngere Miller absolvierte während dieser Periode unter anderem Auftritte als Folksänger. Stilistische Eigenheit dabei: eine Affinität zu spezifisch britischen Vortrags- und Songstruktur-Formen.
Berufsbiografisch hatte sich Miller zu jener Zeit bereits auf eine Existenz als Musiker festgelegt. 1988 hatte er ein Stipendium für Kreatives Schreiben am Sarah Lawrence College in Yonkers, New York, angetreten – dieses allerdings abgebrochen, um sich ausschließlich der Musik zu widmen. Der Weg hin zu einer gemeinsamen Band gestaltete sich im Zug dieser Orientierungsphase eher zögerlich. Eine wesentliche Frage dabei war der anvisierte Mix aus Folk- und Country-Bestandteilen einerseits und Rock-Bestandteilen andererseits. Das von Miller geschriebene Stück St. Ignatius brachte in Bezug auf die im Raum stehende Bandgründung schließlich den Durchbruch. Ken Bethea, ein Appartement-Nachbar, der sich zu jener Zeit als Multiinstrumentalist versuchte, erwies sich als der passende Part beim Finden des richtigen Sounds: Mit seiner Hilfe wurde St. Ignatius im Country-Stil fertiggestellt. Der Song-Inhalt, im Rückblick von der Band als ziemlich selbstmitleid- und klischeehaft bewertet: eine Ballade über ein Mädchen vor dem Hintergrund von Millers Enttäuschung über die Musikszene von Dallas.
Die Idee zu dem Bandprojekt Old 97’s wurde von Miller und Hammond nunmehr gezielt forciert. Mit Ken Bethea erweiterten sie dies 1992 zum Trio. Nach einem kurzzeitigen Versuch mit einem anderen Schlagzeuger stieß als Vierter Philip Peeples hinzu. Kurz darauf nahm die neue Formation ihr erstes Demoband auf. Der Bandname – eine übernommene Metapher aus den Johnny-Cash-Song Wreck of the Old 97 – ging zurück auf eine Idee von Murry Hammond. 1993 absolvierte die Band Auftritte in lokalen Clubs – darunter das Chumley's, in dem zu jener Zeit auch die Singer-Songwriterin Lisa Loeb ihre Karriere auf den Weg brachte, und das Naomi's. Musikalische Einflüsse: klassischer Country, Bar-Band-Rock, der raue Sound des frühen Punk sowie die punktgenaue Songtechnik des Power Pop.
1994 erschien bei dem Independent-Label Big Iron das erste Album der Gruppe, Hitchhike to Rhome. Das Album erhielt gute Kritiken. Bald galten Old 97’s als vielversprechende Newcomer im gerade populär werdenden Alt-Country-Genre (Alt: für Alternative). Tourneen außerhalb von Dallas brachten die Bekanntschaft mit einem jungen, der Country-Musik und ihren Spielarten eher fernstehenden Rockmusik-Publikum. Ihr zweites Album, Wreck Your Life, erschien 1995 bei dem auf Alt-Country-Produktionen versierten Label Bloodshot Records. Zwei Jahre später schloss die Gruppe einen Vertrag mit dem Major-Unternehmen Elektra ab. Unter der Ägide von Elektra folgten drei Alben: das in enger Zusammenarbeit mit dem Outlawcountry-Boliden Waylon Jennings entstandene Too Fare to Care (1997), Fight Songs (1999) und Satellite Rides (2001). Gemeinsamkeit der drei Elektra-Alben: ein tendenzielles Sich-Fortbewegen von den Alt-Country-Roots zugunsten einer Reihe stärker Pop-beeinflusster Songs. Ein Livekonzert-Höhepunkt dieser Periode war der Auftritt auf dem Lollapalooza-Festival 1997.
Der Bekanntheitsgrad der Gruppe steigerte sich in den Jahren bei Elektra zwar kontinuierlich. Ausgedehnte Tourneen, Auftritte in Late-Night-Shows, Berichte in nationalen Magazinen sowie die Verwendung einzelner Songs für Film- und Serien-Soundtracks stellten den wachsenden Bekanntheitsgrad der Gruppe unter Beweis. Nichtsdestotrotz trennte sich Elektra 2001 von der Band – ein Umstand, den die Band rückblickend als Vorwegnahme jener Implosion charakterisierte, der die Musikindustrie in jenen Jahren anheimfiel, und die für Bands zur Folge hatte, dass Plattenverkäufe nur noch einen Bruchteil dessen einspielten, was Jahre zuvor noch üblich war.
In den Folgejahren fuhren die Old 97’s ihre Aktivitäten stark zurück. Private Gründe waren unterschiedliche, sich durch den Wegzug von Miller und Hammond ergebende Lebensmittelpunkte, Familiengründungen sowie der Umstand, dass sich die Bandmitglieder nur noch sporadisch sahen. Hinzu kamen Soloaktivitäten wie Rhett Millers 2002 veröffentlichtes Soloalbum The Instigator. 2004 wechselte die Gruppe zu dem auf Americana-Veröffentlichungen versierten Label New West. Erstes Album bei New West und gleichzeitig sechstes Studioalbum der Band war Drag It Up. Die auf die Veröffentlichung folgende Tournee wurde in einem Live-Album festgehalten mit dem Titel Alive & Wired (2005). 2008 folgten als siebtes Studioalbum Blame It on Gravity sowie eine von Elektra vorgenommene Best-Of-Veröffentlichung.
In den Jahren darauf folgten weitere Studioalben – darunter eines in Zusammenarbeit mit Waylon Jennings. Album Nummer zehn, Graveyard Whitling aus dem Jahr 2017, enthielt unter anderem den – als Single ausgekoppelten Song – Good With God, ein mehrstimmig gesungenes Stück, dessen Album-Version zusammen mit Brandi Carlile eingespielt wurde. Eine akustische Variante davon nahm Rhett Miller zusammen mit der texanischen Country-Atrice Nikki Lane am Rande des texanischen Old Settler‘s Festival als Clip auf. Als weitere Alben folgten: Love the Holidays (2019) als Veröffentlichung hauptsächlich mit Weihnachtsstücken und das 2020 herausgebrachte Album Twelfth.
2022 feierte die Band ihr 30-jähriges Bestehen. Medienseitig flankiert wurde das Band-Jubiläum mit dem Hinweis, dass innerhalb der 30-jährigen Bandgeschichte keinerlei personelle Wechsel stattgefunden hatten. Im März 2022 fand ein Jubiläums-Konzert statt, in dessen Zug der Schauspieler Kevin Bacon eine Einlage als Leadsänger gab. Ein weiteres Event: eine Abfolge von drei Konzerten in Dallas, bei denen die Band ihr dargebotenes Repertoire so variierte, dass es bei den Song-Darbietungen zu möglichst wenigen Überschneidungen kam.
Sänger/Gitarrist Rhett Miller hat seit 2003 über ein halbes Dutzend Soloalben veröffentlicht. Der Sänger und Bassist Murry Hammond veröffentlichte im April 2008 das Soloalbum I Don't Know Where I'm Going But I'm On My Way.

## Stil und Resonanz
Der gängigerweise vorgenommenen Stilzuschreibungen Alt-Country zuwiderlaufend, klassifizierten sich Old 97’s selbst des Öfteren als Rockband und benannten als Einflüsse unter anderen die Kinks, Beatles, Pixies, David Bowie, die amerikanische Punkband X sowie Merle Haggard. Andererseits bekannte sich Rhett Miller zur spezifisch US-amerikanischen Tradition des Songwritings. Im Rahmen eines Bandportraits auf der Musik-Webseite One Week – One Band führte er hierfür auch biografische Gründe auf. Miller: „Ich glaube, es gefiel mir, in einer langen Reihe von Leuten zu stehen, die die amerikanische Tradition des Geschichtenerzählens, des Songschreibens und des akustischen Gitarrenspiels fortführten. Ich fand das sehr cool.“
Keine eindeutige Zuordnung vornehmen mochte auch die Washington Post. 1997 charakterisierte sie den Sound der Gruppe als schwer definierbare Mischung aus Country, Ramones und Rock. Einerseits bewege sich die Gruppe in einer Welt der Cowboys und des Honky-Tonk, ebenso jedoch in einer der Lounge-Swinger und des Art-Pop. Die Lifestyle-Webseite DMagazin befand lapidar: „Chicago hat Wilco. New York hat The Strokes. Dallas hat die Old 97’s.“ Den Aufstieg der Band von der lokalen Live-Band zur landesweit bekannten Rockband führte der Bericht auf den Umstand zurück, dass die Old 97’s über das größte Repertoire an Songs verfügt hätten. Die Musik-Webseite One Week – One Band wiederum charakterisierte das für die Band typische Stil-Hopping als Teil eines Prozesses, bei dem es darum ging, im Musikbusiness einen passenden Platz zu finden. Rückblickend sei es der Band allerdings weniger darum gegangen, die Erwartungen ihres Publikums zu erfüllen als vielmehr darum, diese durch gezielte Stilmodifikationen herauszufordern.
Medienberichten sowie Band-Portraits zufolge hat es im Verlauf der Bandgeschichte immer wieder Situationen gegeben, die für den weiteren Bestand der Gruppe problematisch waren – wie zum Beispiel die Solo-Aktivitäten von Rhett Miller. Miller selbst führte die außergewöhnliche Besetzungs-Kontinuität auf die freundschaftlichen Bindungen der vier Bandmitglieder zurück. Miller: „Wir haben den Hype des alten Band-Selbstverständnisses mit all seinen Exzessen erlebt, aber auch die Dekonstruktion dieses Modells und das Aufkommen anderer Formen, und wir waren in der Lage, eine grundlegende Sympathie füreinander aufrechtzuerhalten.“

## Diskografie

### Alben
- Hitchhike to Rhome (1994, Idol Records)
- Wreck Your Life (1995, Bloodshot Records)
- Too Fare To Care (1997, Elektra Records)
- Fight Songs (1999, Elektra Records)
- Early Tracks (2000, Bloodshot Records)
- Satellite Rides (2001, Elektra Records)
- Drag It Up (2004, New West Records)
- Alive & Wired (2005, New West Records)
- Blame It on Gravity (2008, New West Records)
- The Grand Theatre, Volume 1 (2010, New West Records)
- The Grand Theatre, Volume 2 (2011, New West Records)
- Old 97’s & Waylon Jennings (2013, Omnivore Records; mit Waylon Jennings)
- Most Messed Up (2014, ATO Records)
- Graveyard Whistling (2017, ATO Records)
- Love the Holidays (2018, ATO Records)
- Twelfth (2020, ATO Records)

### Singles
- Eyes for You (1995)
- Crying Drunk (1996)
- Timebomb (1997)
- Streets of Where I'm From (1998)
- Murder (of a Hear Attack) (1999)
- Nineteen (1999)
- King of All the World (2001)
- Here It Is Christmas Time (2007)
- Dance With Me (2008)
- Evety Night is Friday Night (With You) (2010)
- Good with God (2017; mit Brandi Carlile)
- Turn off the TV (2020)

### DVD
- Old 97s Live (New West Records)

### Solo-Veröffentlichungen

#### Rhett Miller
- The Instigator (2002; Elektra Records)
- The Believer (2006; Verve Forecast Records)
- Rhett Miller (2009; Shout! Factory)
- The Dreamer (2012; Maximum Sunshine Records)
- The Traveler (2015; ATO Records)
- The Messenger (2018; ATO Records)
- The Misfit (2022; ATO Records)

#### Murry Hammond
- I Don't Know Where I'm Going But I'm On My Way (2008; Hummingbird Records)